# 부산광역시교통정보서비스센터
부산광역시교통정보서비스센터(釜山廣域市交通情報서비스센터)는 효율적인 교통운영체계 구축과 다양한 교통정보 제공으로 대중교통활성화 및 저탄소 녹색교통정책 추진에 관한 사무를 분장하는 부산광역시청의 사업소이다. 센터장은 지방서기관 또는 지방기술서기관으로 보한다.

## 설치 근거 및 소관 사무

### 설치 근거
- 「부산광역시 행정기구 설치 조례」 제51조제1항[2]

### 소관 사무
- 교통정보서비스센터 운영·관리
- 교통정보시스템 구축 및 운영·관리
- 교통정보 수집·가공·제공 및 관리
- 지능형교통체계 구축 및 운영·관리

## 연혁
- 2010년 7월 6일: 부산광역시교통정보서비스센터 설치.[3]

## 조직

### 센터장
- 관리팀[4]
- 운영팀[5]